# Göteborg Sound
Göteborg Sound var ett tidigt svenskt punkband från Göteborg. I slutet av 1970-talet släppte de singlar som Rik man, fattig man och 1978.

## Medlemmar
- Lars-Olof ”LOB” Bengtsson - Sång
- Sussane ”Brandy” Wallén - Sång
- Björn Johansson - Gitarr
- Dennis Johansson - Gitarr
- Ulf Sandberg - Bas
- Janne ”Esso” Olsson - Trummor

## Diskografi
- Rik Man, Fattig Man (1978)
- 1978 (1978)
- Ung & Stark (1979)
- Björn Borg (1979)
- GBG Punk 77-80 (samlingsskiva) (1986)
- Göteborg Sound (samlingsskiva) (2019)
- Hyland & Falk (2020)